# Xatardia
Xatardia es un género de plantas de la familia de las apiáceas. Comprende 2 especies descritas

## Taxonomía
El género fue descrito por Meisn. & Zeyh. ex Meisn. y publicado en Plantarum vascularium genera secundum ordines ... 1: 145. 1838.

## Especies
A continuación se brinda un listado de las especies del género Xatardia descritas hasta julio de 2013, ordenadas alfabéticamente. Para cada una se indica el nombre binomial seguido del autor, abreviado según las convenciones y usos.
- Xatardia pyrenaica Bubani
- Xatardia scabra Meisn.